# Jamie Doran
Jamie Doran es un director y documentalista cinematográfico irlandés cuyos cortes de la película sobre crímenes de guerra cometidos por los aliados de los Estados Unidos en Afganistán, fueron presentados en  junio del 2002 ante el Parlamento Europeo gracias a la iniciativa de Francis Wurtz, presidente del grupo de la Izquierda Unitaria Europea (GUE-GVN).

## Filmografía
- The Red Bomb (1994)
- Sexpionage (1997)
- Starman (1998)
- City of Murder and Mayhem (2001)
- The Android Prophecy (2001)
- Afghan Massacre: The Convoy of Death (2002)
- The Need for Speed (2003)
- Guinea Pig Kids (2004)
- Jimmy Johnstone: Lord of the Wing (2004)
- Whiskey in the Jar (2007)
- Africa Rising (2009)
- Afghanistan: Behind Enemy Lines (2010)
- The Dancing Boys of Afghanistan (2010)
- Sudan: History of a Broken Land (2011)